# Élections législatives de 1973 dans les Hautes-Pyrénées
Les élections législatives françaises de 1973 se déroulent les 4 et 11 mars 1973.  Dans le département des Hautes-Pyrénées, deux députés sont à élire dans le cadre de deux circonscriptions.

## Élus
| Circonscription | Député sortant | Parti | Parti | Député élu ou réélu | Parti | Parti |
| --------------- | -------------- | ----- | ----- | ------------------- | ----- | ----- |
| 1re             | René Billères  |       | MRG   | André Guerlin       |       | PS    |
| 2e              | Paul Thillard  |       | UDR   | François Abadie     |       | MRG   |

## Résultats

### Résultats à l'échelle du département
| Parti          | Parti                                   | Premier tour | Premier tour | Second tour | Second tour | Sièges |
| Parti          | Parti                                   | Voix         | %            | Voix        | %           | Sièges |
| -------------- | --------------------------------------- | ------------ | ------------ | ----------- | ----------- | ------ |
|                | Parti communiste français               | 23 136       | 20,34        | Retrait     | Retrait     | 0      |
|                | Mouvement des radicaux de gauche        | 20 382       | 17,92        | 36 301      | 30,78       | 1      |
|                | Parti socialiste                        | 14 485       | 12,74        | 29 139      | 24,70       | 1      |
|                | Parti socialiste unifié                 | 1 381        | 1,21         |             |             | 0      |
|                | Union de la gauche                      | 59 384       | 52,21        | 65 440      | 55,48       | 2      |
|                |                                         |              |              |             |             |        |
|                | Centre démocratie et progrès            | 21 442       | 18,85        | 27 889      | 23,64       | 0      |
|                | Union des démocrates pour la République | 18 593       | 16,35        | 24 627      | 20,88       | 0      |
|                | Divers droite                           | 1 895        | 1,67         |             |             | 0      |
|                | Union des républicains de progrès       | 41 930       | 36,87        | 52 516      | 44,52       | 0      |
|                |                                         |              |              |             |             |        |
|                | Mouvement réformateur                   | 10 751       | 9,45         | Retrait     | Retrait     | 0      |
|                | Lutte ouvrière                          | 1 670        | 1,47         |             |             | 0      |
|                |                                         |              |              |             |             |        |
| Inscrits       | Inscrits                                | 145 424      | 100,00       | 145 428     | 100,00      | 2      |
| Abstentions    | Abstentions                             | 29 476       | 20,27        | 25 075      | 17,24       |        |
| Votants        | Votants                                 | 115 948      | 79,73        | 120 353     | 82,76       |        |
| Blancs et nuls | Blancs et nuls                          | 2 213        | 1,91         | 2 397       | 1,99        |        |
| Exprimés       | Exprimés                                | 113 735      | 98,09        | 117 956     | 98,01       |        |

### Résultats par circonscription

#### Première circonscription (Tarbes-Sud - Bagnères-de-Bigorre)
| Candidat       | Candidat          | Parti          | Premier tour | Premier tour | Second tour | Second tour |  |
| Candidat       | Candidat          | Parti          | Voix         | %            | Voix        | %           |  |
| -------------- | ----------------- | -------------- | ------------ | ------------ | ----------- | ----------- |  |
|                | Pierre Bleuler    | CDP (URP)      | 21 442       | 40,07        | 27 889      | 48,9        |  |
|                | André Guerlin élu | PS (UGSD)      | 14 485       | 27,07        | 29 139      | 51,1        |  |
|                | Raymond Peyrès    | PCF            | 10 387       | 19,41        | Retrait     | Retrait     |  |
|                | André Soulard     | MR             | 3 067        | 5,73         |             |             |  |
|                | Roger Charier     | Divers droite  | 1 895        | 3,54         |             |             |  |
|                | Maurice Dubarry   | PSU            | 1 381        | 2,58         |             |             |  |
|                | Maurice Morga     | LCR            | 856          | 1,6          |             |             |  |
|                |                   |                |              |              |             |             |  |
| Inscrits       | Inscrits          | Inscrits       | 69 805       | 100,00       | 69 796      | 100,00      |  |
| Abstentions    | Abstentions       | Abstentions    | 15 224       | 21,81        | 11 823      | 16,94       |  |
| Votants        | Votants           | Votants        | 54 581       | 78,19        | 57 973      | 83,06       |  |
| Blancs et nuls | Blancs et nuls    | Blancs et nuls | 1 068        | 1,96         | 945         | 1,63        |  |
| Exprimés       | Exprimés          | Exprimés       | 53 513       | 98,04        | 57 028      | 98,37       |  |

#### Deuxième circonscription (Tarbes-Nord - Lourdes)
| Candidat       | Candidat              | Parti          | Premier tour | Premier tour | Second tour | Second tour |  |
| Candidat       | Candidat              | Parti          | Voix         | %            | Voix        | %           |  |
| -------------- | --------------------- | -------------- | ------------ | ------------ | ----------- | ----------- |  |
|                | François Abadie élu   | MRG (UGSD)     | 20 382       | 33,84        | 36 301      | 59,58       |  |
|                | Paul Thillard sortant | UDR (URP)      | 18 593       | 30,87        | 24 627      | 40,42       |  |
|                | Paul Chastellain      | PCF            | 12 749       | 21,17        | Retrait     | Retrait     |  |
|                | Jean Journé           | MR             | 7 684        | 12,76        | Retrait     | Retrait     |  |
|                | Bernard Chamayou      | LCR            | 814          | 1,35         |             |             |  |
|                |                       |                |              |              |             |             |  |
| Inscrits       | Inscrits              | Inscrits       | 75 619       | 100,00       | 75 632      | 100,00      |  |
| Abstentions    | Abstentions           | Abstentions    | 14 252       | 18,85        | 13 252      | 17,52       |  |
| Votants        | Votants               | Votants        | 61 367       | 81,15        | 62 380      | 82,48       |  |
| Blancs et nuls | Blancs et nuls        | Blancs et nuls | 1 145        | 1,87         | 1 452       | 2,33        |  |
| Exprimés       | Exprimés              | Exprimés       | 60 222       | 98,13        | 60 928      | 97,67       |  |